# Markus Wasser
Markus Wasser, född den 7 maj 1968, är en schweizisk bobåkare.
Han tog OS-silver i herrarnas fyrmanna i samband med de olympiska bobtävlingarna 1998 i Nagano.